# Nemesia lanceolata
Nemesia lanceolata är en flenörtsväxtart som beskrevs av William Philip Hiern. Nemesia lanceolata ingår i släktet nemesior, och familjen flenörtsväxter. Inga underarter finns listade i Catalogue of Life.